# Innozenz I.

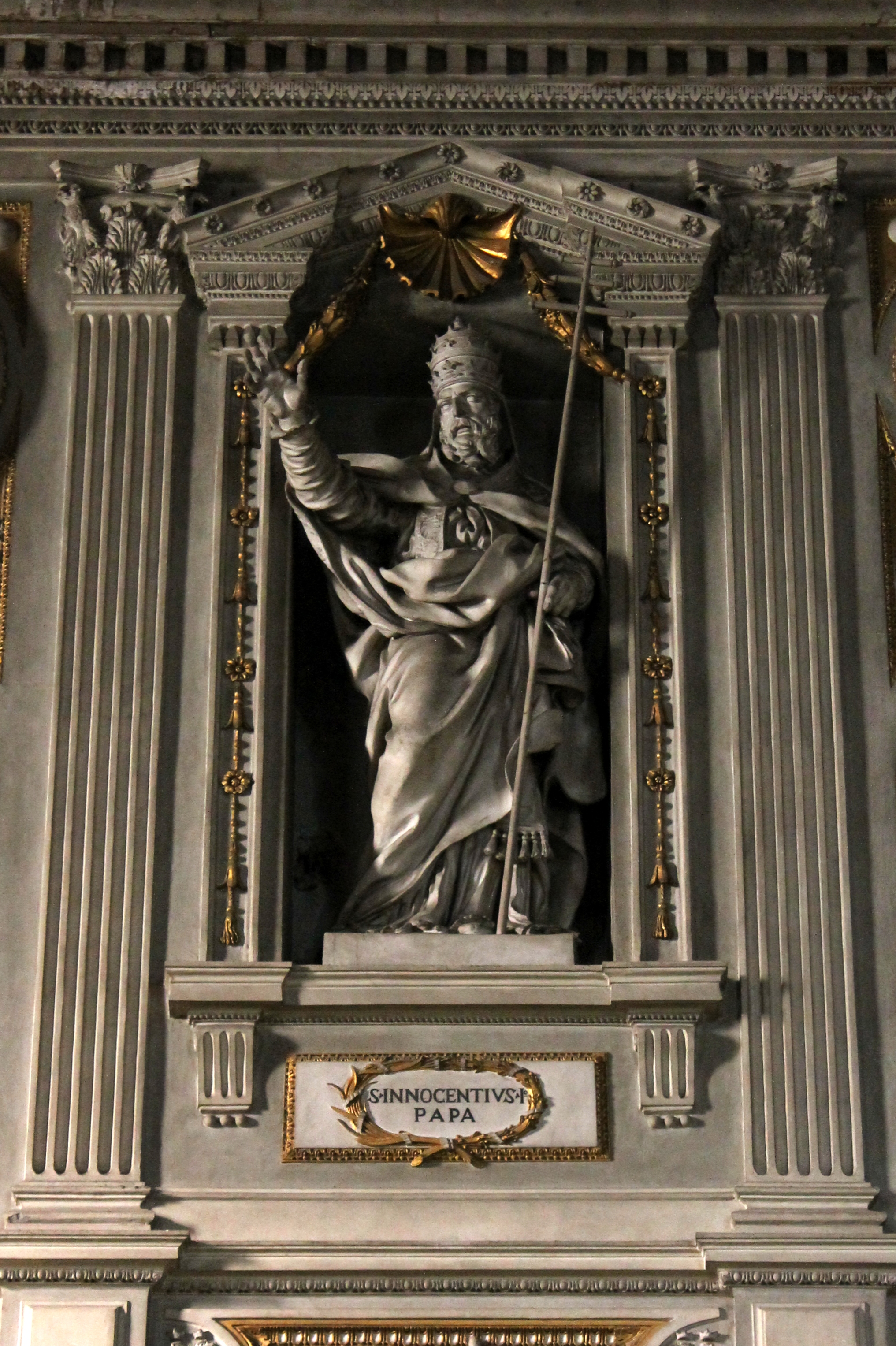
Statue von Innozenz I. in der Kirche San Martino ai Monti in Rom

Innozenz I. (* vor 401; † 12. März 417) war Papst vom 21. Dezember 401 bis 12. März 417.

## Leben
Er war vermutlich der Sohn eines Innozenz von Albano (so sein Biograph im Liber Pontificalis) oder der Sohn seines Vorgängers Anastasius I. (so ein Zeitgenosse des Hieronymus). Sein Name bedeutet „der Unschuldige“. Sein Pontifikat war überschattet vom Niedergang des Weströmischen Reiches und von der Belagerung und Plünderung Roms durch die Westgoten unter Alarich I. im Jahre 410.
In seinen Briefen an die Bischöfe Victricius von Rouen, Exuperius von Toulouse, Decentius von Gubbio und andere wird deutlich, dass er die Vormachtstellung Roms in der Gesamtkirche ausbauen wollte. Er forderte, die abendländische Kirchendisziplin nach dem römischen Vorbild auszurichten, und beanspruchte die oberste Lehrentscheidung für alle wichtigen Fragen, die causae maiores, für den Heiligen Stuhl. Weniger Erfolg hatte er im Osten (Eingreifen für Johannes Chrysostomos, 344/345–407), obwohl er mit der Begründung des päpstlichen Vikariates von Thessaloniki dem Einfluss Konstantinopels zu begegnen versuchte.

## Verehrung

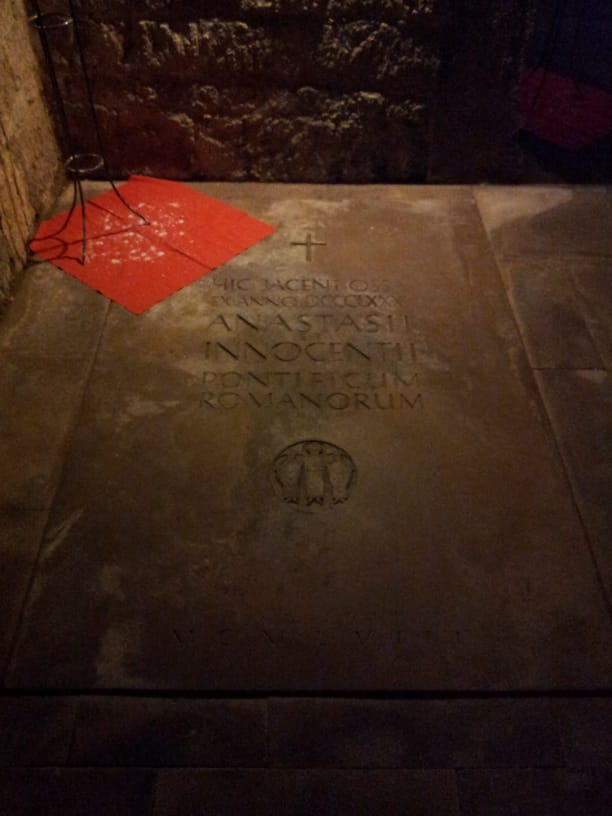
Grabplatte in der Stiftskirche Bad Gandersheim

Die Reliquien des heiligen Innozenz wurden nach vorhergehender Bewilligung von Papst Sergius II. im Jahr 846 zusammen mit denen seines Vorgängers Anastasius I. durch den Sachsenherzog Liudolf nach Gandersheim gebracht, wo sie bis heute in der Krypta der ehemaligen Stiftskirche ruhen.
Sein Gedenktag ist der 28. Juli.

## Schriften
Von Papst Innozenz I. sind 36 Briefe überliefert, die einen wertvollen Einblick in die Lage und Umstände der damaligen Kirche geben.